# Тьє-Орлі (станція метро)
48°44′51″ пн. ш. 2°22′23″ сх. д. / 48.7475° пн. ш. 2.3730555555556° сх. д.
Тьє-Орлі (фр. Thiais - Orly) — станція 14-ї лінії Паризького метро, складова проекту Grand Paris Express. Розташована в місті Тьє на околиці аеропорту Орлі. 
Була відкрита 24 червня 2024 року як частина південного продовження лінії 14 від Олімпіад до аеропорту Орлі. 
У радіусі кілометра від станції проживає 900 осіб і створено 11 тисяч робочих місць. 
Проектна назва була Пон-де-Ренжі (фр. Pont de Rungis). 
27 липня 2022 року було оголошено остаточну назву Тьє-Орлі.

## Розташування та дизайн
Розташована на південь від колій RER C і на північ від Авеню Доктор-Марі, станція була побудована вздовж осі північ-південь. 

Станція розташована під колишньою автостоянкою, яку використовував Air France. 
Пасажири потрапляють на станцію через будівлю, побудовану над станцією метро. 
У цій будівлі розміщено вхідний вестибюль, квиткову касу, пункти оплати проїзду, паркування велосипедів та місцеві служби. 
Північний доступ до станції має перехід на платформи RER C. 

## Пересадки
- Автобуси:
  - автобусна мережа RATP: 183 , 319 , 382 і 396;
  - автобусна мережа Seine Grand Orly: 482;
  - автобусна мережа Noctilien: N22 і N31
- RER C Пон-де-Ренжі — Аеропорт Орлі

## Конструкція
Глибокого закладення (глибина закладення станції — 26 м), закритого типу, з двома береговими платформами. 
Без колійного розвитку. 
Станція повністю доступна для людей з обмеженими можливостями пересування.